# Nowa Zelandia na Letnich Igrzyskach Olimpijskich 1972
Nową Zelandię na Letnich Igrzyskach Olimpijskich 1972 reprezentowało 89 zawodników: 82 mężczyzn i 7 kobiet.

## Medaliści

### Złote
- Tony Hurt, Wybo Veldman, Dick Joyce, John Hunter, Lindsay Wilson, Athol Earl, Trevor Coker, Gary Robertson i Simon Dickie – wioślarstwo, ósemka mężczyzn

### Srebrne
- Dick Tonks, Dudley Storey, Ross Collinge, and Noel Mills – wioślarstwo, czwórka bez sternika mężczyzn

### Brązowe
- Rod Dixon – lekkoatletyka, bieg na 1500 metrów mężczyzn